# Kaanaa (Tampere)
Kaanaa est un village du nord de Tampere en Finlande.

## Présentation
Kaanaa dans le quartier de Velaatta, dans l'ancienne municipalité de Teisko. 
Il est situé dans la partie nord de Teisko, près de la limite de Ruovesi, à environ 48 kilomètres du centre-ville. 
Le point le plus élevé de Tampere est situé à Kaanaa. Son altitude est de 211 mètres.
Kaanaa abrite l'aérodromme de Teisko et un centre de sports automobiles. 
Le centre de sport automobile possède une piste de motocross, une piste de karting et une piste de rallye cross.